# Campton (New Hampshire)
Campton – miasto w Stanach Zjednoczonych, w stanie New Hampshire, w hrabstwie Grafton.